# Rue du Général-Malleterre
La rue du Général-Malleterre est une voie du 16e arrondissement de Paris, en France.

## Origine du nom
Elle porte le nom du général Gabriel Malleterre (1858-1923), gouverneur des Invalides, directeur du musée de l'Armée et professeur à l'École de guerre, qui a écrit plusieurs ouvrages sur la Première Guerre mondiale. 

## Historique
Cette voie, qui porte sa dénomination actuelle par un arrêté du 25 avril 1930, est ouverte en 1931 par la Ville de Paris sur l'ancien territoire de Boulogne-Billancourt qui avait été annexé à Paris par un décret du 3 avril 1925.
Elle est classée dans la voirie parisienne par un arrêté du 11 octobre 1932.

## Bâtiments remarquables et lieux de mémoire
- No 9 : centre Paris Anim' Point du Jour[1].
- No 19 : stade de tennis Jean-Dixmier, de l'APSAP-VP (Assistance publique et mairie de Paris).
- Club de pétanque « Paris pétanque XVI », fondé en 1977[2].

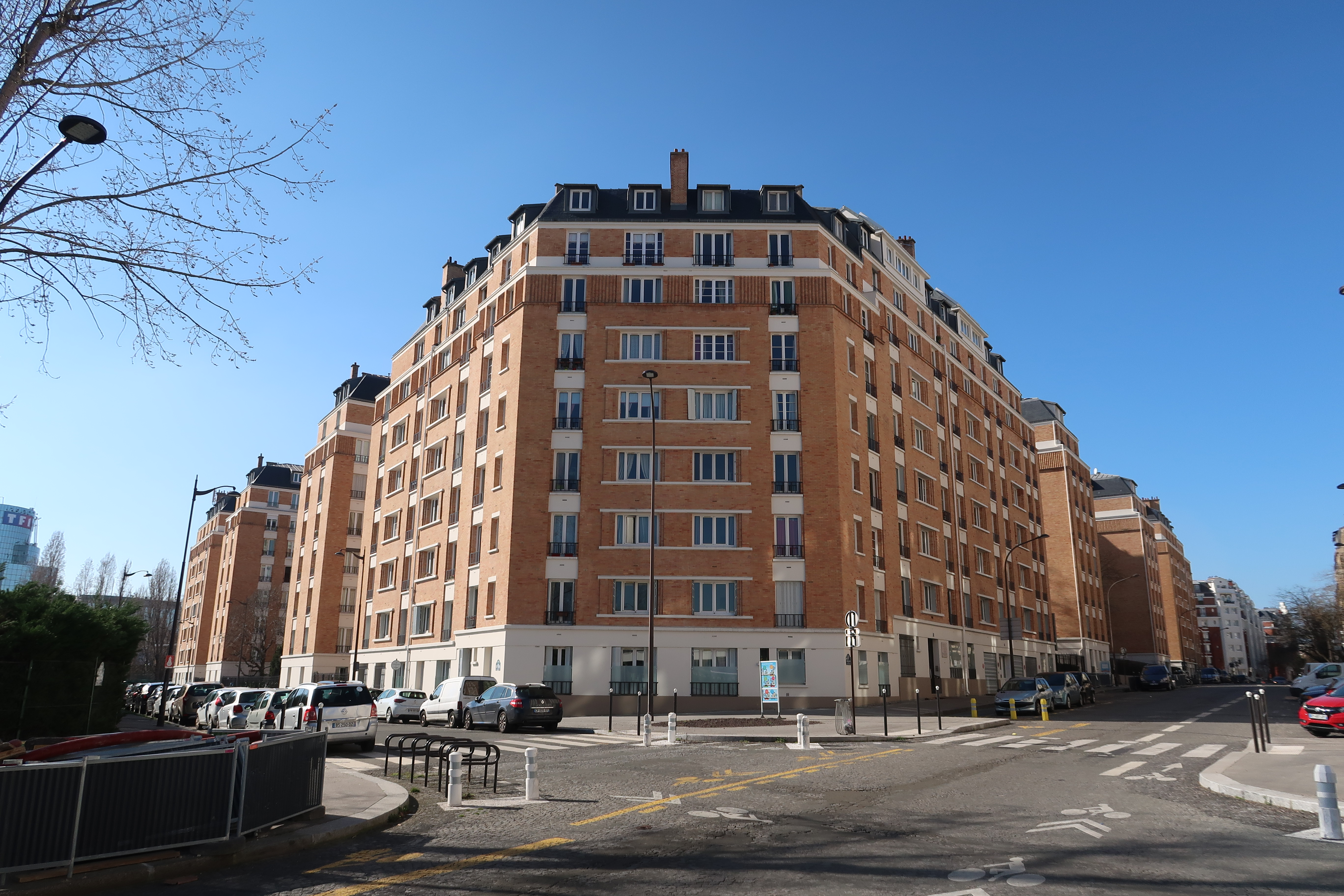
Au croisement avec la rue du Général-Niox.
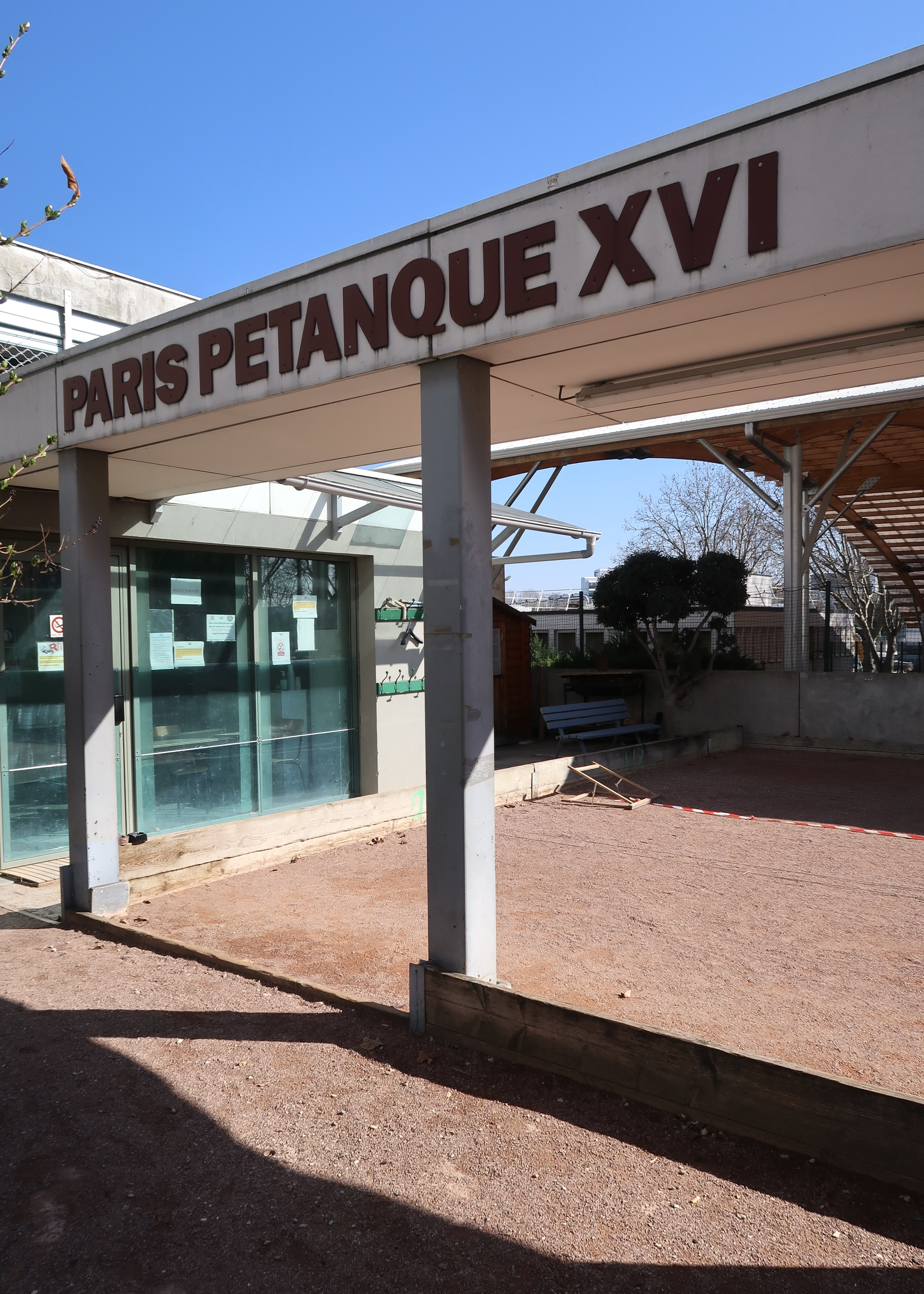
Club de pétanque.